# Уодина (город, Миннесота)
Уодина (англ. Wadena) — город в округах Уодина, Оттер-Тейл, штат Миннесота, США. На площади 13,6 км² (13,6 км² — суша, водоёмов нет), согласно переписи 2002 года, проживают 4294 человека. Плотность населения составляет 316 чел./км².
- Телефонный код города — 218
- Почтовый индекс — 56482
- FIPS-код города — 27-67504[1]
- GNIS-идентификатор — 0653712[2]